# Bracht (Familienname)
Bracht ist der Familienname folgender Personen:
- Auguste Bracht (1875–1939), deutsche Politikerin (SPD)
- Charles-Victor Bracht (1915–1978), belgischer Multimillionär, Skirennläufer und Honorarkonsul Österreichs
- Christian Bracht (* 1964), deutscher Kunsthistoriker
- Erich Bracht (1882–1969), deutscher Pathologe und Gynäkologe
- Eugen Bracht (1842–1921), deutscher Maler
- Frank Bracht (1910–1985), US-amerikanischer Filmeditor
- Franz Bracht (1877–1933), deutscher Jurist und Politiker (Zentrum, später parteilos)
- Franz Anton Bracht (1773–1862), Beamter und früher liberaler Politiker
- Friedrich Bracht (1781–1855), deutscher Advokat-Anwalt und Politiker
- Friedrich Wilhelm Bracht (1932–2010), deutscher Bankkaufmann und Direktor der Bremer Bank
- Fritz Bracht (1899–1945), deutscher Politiker (NSDAP), Gauleiter von Oberschlesien
- Georg Bracht (1831–1881), deutscher Richter und Parlamentarier
- Hans-Josef Bracht (* 1955), deutscher Politiker (CDU)
- Hans Werner Bracht (1927–2005), deutscher Jurist und Hochschullehrer
- Helmut Bracht (1929–2011), deutscher Fußballspieler
- Johann David Heinrich Bracht (um 1750–nach 1811), deutscher Kommunaljurist, Oberbürgermeister von Stettin
- Kai Bracht (* 1978), deutscher Skispringer
- Katharina Bracht (* 1967), deutsche evangelische Theologin und Kirchenhistorikerin
- Michael Bracht (* 1961), lutherischer Theologe und Künstler
- Nadine Bracht (* 1974), deutsche Künstlerin
- Nicole Bracht-Bendt (* 1959), deutsche Politikerin (FDP)
- Prosper Bracht (1811–1885), deutscher Jurist, Vermögensverwalter und Unternehmer
- Regine Bracht (* 1959), deutsche Volleyballspielerin
- Rini van Bracht (* 1947), niederländischer Karambolagespieler
- Theus Bracht (1900–1963), deutscher Politiker (SPD)
- Theodor-Josef van Bracht (1885–1957), deutscher Handelsfachmann, Mitarbeiter der deutschen Gesandtschaft in Bern
- Thomas Bracht (* 1970), deutscher Jazzmusiker und Komponist
- Timo Bracht (* 1975), deutscher Triathlet
- Uwe Bracht (1953–2016), deutscher Fußballspieler
- Viktor Bracht (1819–1887), deutschamerikanischer Unternehmer und Autor
- Werner Bracht (1888–1980), deutscher Jurist, Ministerialbeamter, SS-Gruppenführer
- Wilhelm Bracht (1891–1956), deutscher Unternehmer und Wehrwirtschaftsführer